# Aúthos Pagano

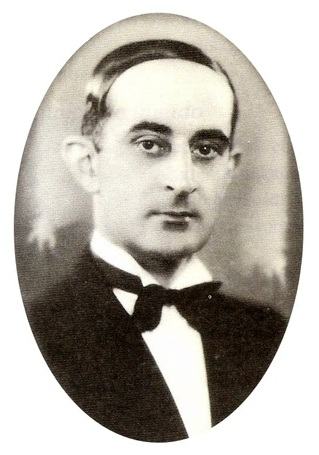
Aúthos Pagano

Aúthos Gloi Ischiros Mateo Domingo Pagano (Montevidéu, 21 de setembro de 1909 – São Paulo, 12 de março de 1976) foi um economista, matemático, estatístico, advogado, filósofo e professor universitário uruguaio-brasileiro. Defendeu a primeira tese de doutorado em economia do Brasil, denominada Coeficiente Instantâneo de Mortalidade, que lhe rendeu o título de doutor honoris causa pela Universidade de Havana. Publicou diversos livros e mais de 2.500 artigos, destacando-se Lições de Estatística, considerada a mais completa obra sobre o tema já escrita em língua portuguesa, laureada pelo Instituto dos Atuários de Londres em 1956.
Foi professor da Faculdade de Ciências Econômicas da Fundação Escola de Comércio Álvares Penteado (onde chegou a diretor) e da Faculdade de Ciências Econômicas da Universidade Mackenzie. Obteve o título de doutor em ciências jurídicas pela Universidade de São Paulo e pela Universidade de Montevidéu. Ocupou também o cargo de Diretor de Estatística do município de São Paulo. Recebeu ainda em vida diversas condecorações acadêmicas e distinções, incluindo-se o título de "conde".
Pouco após a morte de Aúthos Pagano, sua viúva, a advogada Carmela Antonia Danna Pagano, doou o imóvel onde ambos residiram, com todos os seus móveis e objetos, ao governo do estado de São Paulo, para que ali fosse instalado um centro cultural. A residência, projetada por Gregori Warchavchik em 1929 no bairro paulistano do Alto da Lapa, é uma das primeiras casas modernistas de São Paulo. Desde 1982, o imóvel abriga o Centro Cultural e de Estudos Superiores Aúthos Pagano, que organiza atividades culturais e disponibiliza para consulta do público o acervo bibliográfico do antigo morador, com mais de 10.000 volumes.

## Biografia
Aúthos Pagano era o quarto dos cinco filhos de Ana e Miguel Pagano, uma família de origem brasileira radicada no Uruguai, tradicionalmente dedicada às ciências e às artes. Nascido em Montevidéu em 1909, mudou-se com a família para o Brasil em 1912, logo após o falecimento do pai, pois a mãe, sobrecarregada, julgara que ali teria melhor apoio. Na capital paulista, onde a família se instalou, Aúthos fez seus estudos primários no Liceu Sagrado Coração de Jesus e no Colégio Álvares Penteado. Após cursar o ginásio na Escola Oswaldo Cruz, ingressou concomitantemente na Escola Politécnica e na Faculdade de Ciências Econômicas da Fundação Escola de Comércio Álvares Penteado (FECAP), mas três anos depois, teve de abandonar o curso de engenharia, em função da necessidade de conciliar os estudos com o trabalho.
Após se graduar em economia, em 1936, Aúthos assumiu a cadeira de professor da Faculdade de Ciências Econômicas da FECAP, tornando-se posteriormente diretor da unidade. Entre 1939 e 1942, cursou filosofia na Faculdade de Filosofia, Ciências e Letras da Universidade de São Paulo, por considerar a matéria como base de qualquer atividade científica. Em 1939, apresentou a primeira tese de doutorado em economia publicada e defendida no Brasil, Coeficiente Instantâneo de Mortalidade, aprovada com distinção e nota máxima. Em 1941, a tese obteve o Diploma de Honra da Universidade de Havana e do Ministério da Educação da República de Cuba, que outorgaram ao autor o título de doutor honoris causa.
No início dos anos quarenta, incentivado pelos dirigentes da FECAP, dedicou-se a escrever sua principal obra, Lições de Estatística, publicada em dois volumes pela própria fundação em 1943 e posteriormente reeditada e acrescida de um terceiro volume, em 1956. A obra teve considerável repercussão internacional. Traduzida para o inglês pelo professor César Yázigi e publicada pela Universidade de Michigan, recebeu menções elogiosas do matemático norte-americano J.N.E. Greville, que afirmou ter se inspirado nela para produzir alguns de seus trabalhos. A reedição de 1956, publicada pela Prefeitura do Município de São Paulo, foi premiada pelo Instituto dos Atuários de Londres. Com mais de 1.600 páginas, Lições de Estatística é considerada a mais completa obra sobre a matéria já produzida em língua portuguesa e uma referência básica no ensino do tema no Brasil.
Em 1946, casou-se com Carmela Antonia Danna Pagano, sua ex-aluna, em cerimônia realizada na Igreja de Santa Ifigênia. Nos anos cinquenta, foi convidado a lecionar demografia, matemática, estatística geral e aplicada na recém-fundada Faculdade de Ciências Econômicas da Universidade Presbiteriana Mackenzie, ocupando a cátedra até o seu falecimento. Paralelamente, dedicou-se a produzir artigos sobre astronomia, publicados em periódicos nacionais e estrangeiros, incluindo colunas diárias nos jornais de São Paulo, e teve grande influência na criação da Associação dos Amadores de Astronomia e, por consequência, na fundação do Planetário do Ibirapuera. Visando assegurar sua subsistência na velhice, aceitou o convite para assumir o cargo de diretor da Divisão de Estatística da Municipalidade de São Paulo. Recebeu repetidos convites de Nilo Berchesi, Ministro da Fazenda do Uruguai, para lecionar na Universidade de Montevidéu, mas rejeitou as ofertas pois não queria deixar o Brasil. Realizava, entretanto, viagens frequentes a Montevidéu, mantendo relações profundas com o círculo intelectual desta cidade, a ponto de receber o epíteto de "embaixador da cultura brasileira"
Aúthos interessou-se ainda pelas ciências jurídicas, matriculando-se, em 1957, no curso de direito da Universidade Mackenzie. Após a conclusão do curso, especializou-se em processo civil e defendeu novas teses de doutorado pela Universidade de São Paulo e pela Universidade de Montevidéu, recebendo o título de doutor em Ciências Jurídicas por ambas as instituições. Em 1965, assumiu o cargo de presidente do conselho da Associação dos Advogados da Lapa. Foi membro de diversas academias nacionais e estrangeiras, representante da The Econometric Tensor Society do Japão por vários anos, além de ter recebido inúmeras homenagens, de condecorações acadêmicas a títulos nobiliárquicos, nomeadamente o de "conde de Pérgamo".
Aúthos Pagano faleceu em 1976, aos 67 anos. A Assembléia Legislativa do Estado de São Paulo, por requerimento do deputado Jacob Salvador Zveibil, lhe fez uma homenagem póstuma e o advogado Milton Basaglia proferiu uma conferência no Instituto Histórico e Geográfico de São Paulo em sua memória. Sua viúva, Carmela Antonia, por sua vez, doou ao governo do estado de São Paulo o imóvel onde o casal residia desde 1963, com todos os objetos, obras de arte e o acervo bibliográfico com mais de 10.000 volumes, objetivando a criação de um centro cultural que também tivesse por atribuição a preservação da memória de Aúthos. A casa — uma das primeiras residências modernistas de São Paulo, projetada por Gregori Warchavchik em 1929 — foi aberta ao público em 1982, como sede do Centro Cultural e de Estudos Superiores Aúthos Pagano.

## Obra
Aúthos Pagano foi um acadêmico bastante prolífico, tendo publicado doze livros e mais de 2.500 artigos, versando sobre assuntos como economia, estatística, matemática, astronomia, direito e filosofia. Sua produção demonstra uma característica multidisciplinar, advinda de sua percepção de que todas as ciências derivam da lógica e do raciocínio, e de sua crença na filosofia como "pano de fundo do conhecimento humano". Assim, buscou em diversas obras sintetizar e harmonizar conceitos das humanidades e das ciências exatas, tal como no artigo A Proporcionalidade entre as Penas e a Infração, em que busca estabelecer parâmetros para que magistrados dosem suas decisões judiciárias segundo graus estatísticos e matemáticos. No campo da economia, identificava-se com a escola clássica e nutria admiração por Adam Smith, Léon Walras, John Maynard Keynes e Vilfredo Pareto, além de Thomas Malthus, que lhe inspirou a escrever o livro As Teorias da População e os Meios de Subsistência. Também se dedicou ao estudo amador da astronomia e às obras de Isaac Newton e Albert Einstein. Sua maior contribuição, entretanto, deu-se no campo da estatística, sendo um dos maiores nomes desta ciência no Brasil. Entre suas obras mais importantes, encontram-se:
- Coeficiente Instantâneo de Mortalidade: tese de doutorado defendida em 1939 na Faculdade de Ciências Econômicas da Fundação Escola de Comércio Álvares Penteado. Obteve nota máxima, aprovação com louvor e foi laureada em Cuba, com Diploma de Honra expedido pela Universidade de Havana[15];
- Lições de Estatística: obra em dois volumes, publicada em 1943 pela Fundação Escola de Comércio Álvares Penteado, traduzida para o inglês e republicada pela Universidade de Michigan[15];
- Lições de Estatística: reedição da obra de 1943, ampliada para três volumes, publicada em 1956 pela Prefeitura do Município de São Paulo. Laureada pelo Instituto dos Atuários de Londres[15];
- Questões de Economia Matemática: obra em dois volumes. Corporificação de artigos publicados em revistas especializadas entre 1937 e 1967[15];
- Páginas Discursivas: publicada em 1954 pela Casa Bentivegna, sobre assuntos diversos, de astronomia a biografias[16];
- Temas Científicos e Culturais: publicada em 1956 pela Casa Bentivegna, com assuntos da mesma natureza da obra supracitada[16];
- Folhas Escolhidas: publicada em 1962, versando sobre questões de direito, filosofia, história, etc. Obra laureada pela Câmara Municipal de São Paulo e pela Assembléia Legislativa do Estado de São Paulo[16];
- El Fenómeno de la Inflación Monetária en Brasil: obra publicada em 1955 pela Universidade Nacional de La Plata[16];
- Algumas Questões de Demografia, Matemática: monografia publicada em 1956 pelo Centro Acadêmico Horácio Berlinck[16];
- As Médias Pitagóricas: monografia publicada em 1956 pelo Centro Acadêmico Horácio Berlinck[16];
- O Direito Natural, a Liberdade Humana e a Justiça: plaqueta publicada em 1963 pela Pontifícia Universidade Católica de São Paulo[16];
- A Exceção de Litispendência no Direito Processual Civil: publicada em 1965[14];
- As Teorias da População e os Meios de Subsistência: publicada em 1968[14];
- Natureza Jurídica do Salário-Família: tese de doutorado defendida em 1970 na Faculdade de Direito da Universidade de São Paulo[14];
- O Direito Natural, a Justiça e os Fatos Sociais: publicada em 1968, laureada no Uruguai. A obra rendeu ao autor o título de Membro de Honra da Academia Filosófica "Arca del Sur" de Montevidéu.[14]

## Homenagens
No bairro Jardim Santo Amaro, na Capital do Estado de São Paulo, a Rua Professor Aúthos Pagano, Código de Endereçamento Postal 04741-040 homenageia o ilustre mestre.